# 鞆城
鞆城（ともじょう）は、備後国鞆（現在の広島県福山市鞆町後地）にあった日本の城。福山市指定史跡に指定されている。

## 概略
鞆は古代から潮待ちの港として栄え、軍事的にも枢要の地であった。そのため南北朝時代には港湾施設の近くに大可島城が築かれていたが、市街部に城は存在しなかった。なお、建武3年（1336年）には多々良浜の戦いに勝利した足利尊氏が京に上る途中、この地で京の光厳天皇より新田義貞追討の院宣を受領しており、足利氏にとって縁起の良い土地であった。
鞆城の前身となるのが天文22年（1553年）頃に毛利元就の命により備後地方の豪族である渡辺氏が市街中心部の丘陵に築いた鞆要害である。鞆要害は尼子氏への抑えとして築かれたもので、その規模・構造はよく分っていないが、城域は発掘調査の結果などから概ね鞆の浦歴史民俗資料館一帯であったと推定されている。天正4年（1576年）には京都を追われた足利義昭が毛利氏の庇護の下、この鞆要害で亡命政権（いわゆる「鞆幕府」）を樹立した。幕府としての実態は伴っていなかったというのが定説ではあるものの、藤田達生は義昭が鞆にありながらも歴代将軍と同様に一貫して京都五山をはじめとする幕府管轄下にある禅宗寺院に対して住持任命の辞令である公帖を発給していた事実などを挙げて「室町幕府の身分秩序や武家儀礼は形骸化しつつも、大名権力とは異なる上級政治勢力として存続」していたとしている（「歴史」参照）。
江戸時代に入ると安芸備後を与えられた福島正則により鞆要害の築城が開始され、鞆城と呼ばれるようになった。鞆城は丘陵部の本丸を中心に二の丸、三の丸が囲み、その城域は、南は鞆港、東は福禅寺、北は沼名前神社の参道まで達する大規模なものであった。この時、3層3階の天守も建てられたといわれている。築城は慶長14年（1609年）まで続けられたが、瀬戸内海の中央で戦略的にも枢要な鞆において大きな築城は徳川家康の嫌疑がかかり廃城とされ、福島氏の移封後はその後、西国鎮衛の役目で備後福山に配された水野勝成により福山藩が誕生し、鞆城跡には鞆奉行所が置かれた。

## 歴史

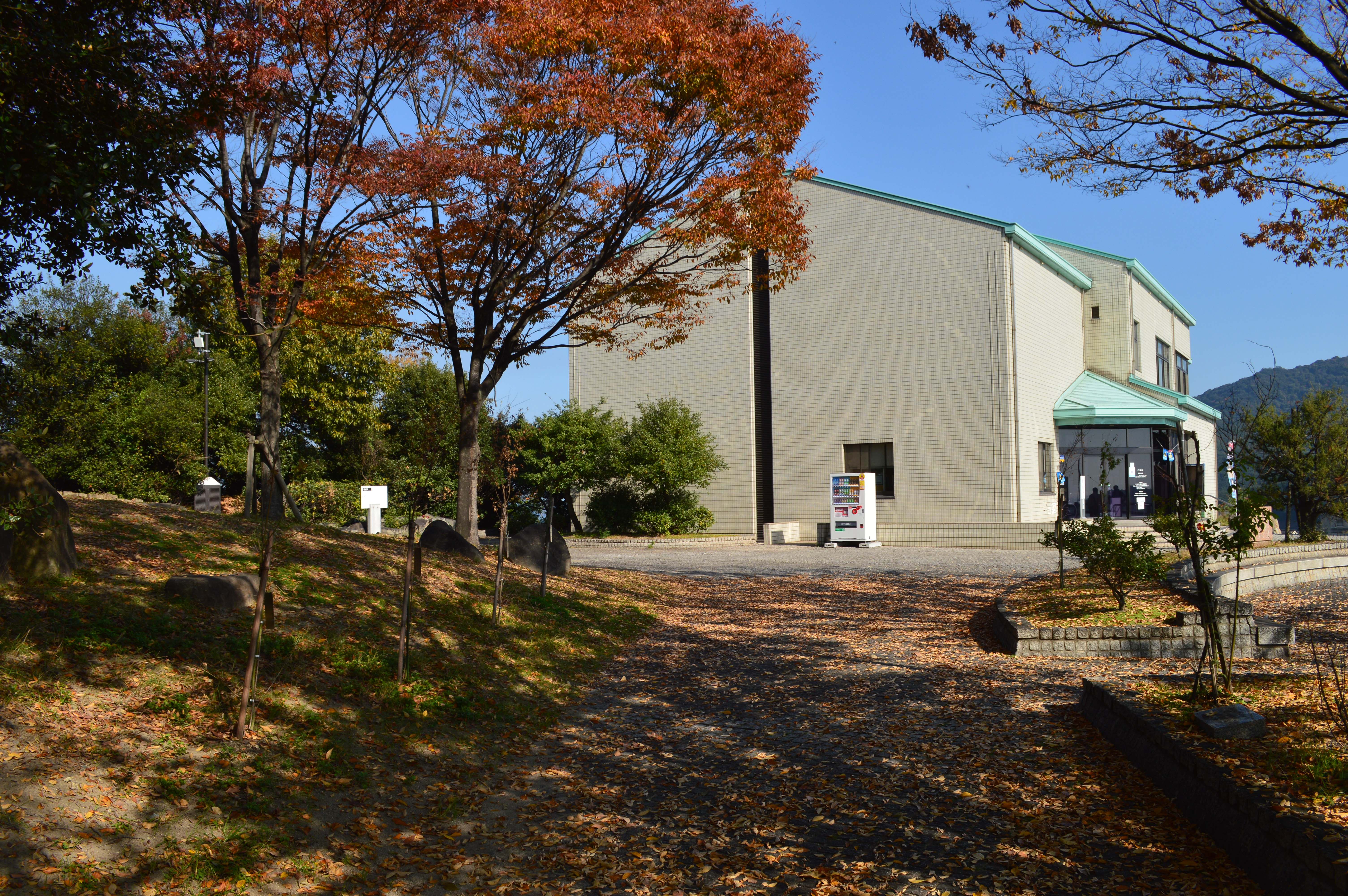
本丸（奥に鞆の浦歴史民俗資料館）

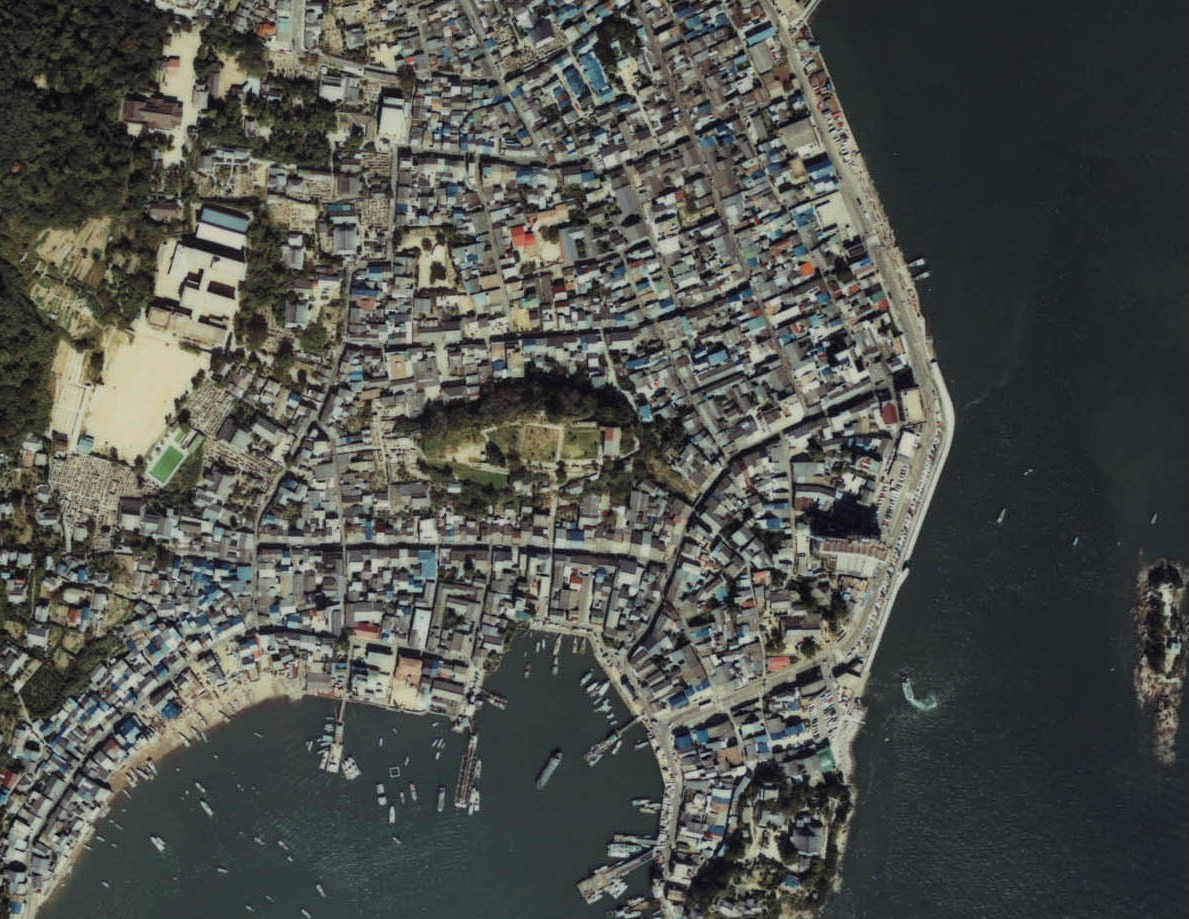
鞆城跡の航空写真。中央の丘陵部が本丸跡。

鞆城築城以前には鞆市街に城はなく、南北朝時代には鞆の津（現在の鞆港）に隣接する島に築かれた大可島城がその前身といえる役割を果たしていた。
康永元年（1342年）に燧灘で勃発した合戦では、鞆も戦場（鞆合戦）となり、大可島城に篭城していた南朝方の将兵達は、北朝方の攻撃により全滅したという。
観応の擾乱では、貞和5年（1349年）に足利直義派の足利直冬が中国探題として大可島城に滞在したが、幕府の討伐軍に攻められ九州に敗走した。
戦国時代になると備後地方は大内氏の勢力下となり、天文13年（1544年）に鞆の浦は村上水軍の村上吉充に与えられた。鞆には吉充の弟である村上亮康が派遣され、村上氏の本拠は大可島城に置かれた。このため亮康は「鞆殿」と呼ばれた。
元亀4年（1573年）に織田信長によって京都を追われていた室町幕府最後の将軍足利義昭が、毛利氏を頼って天正4年（1576年）から鞆に滞在しており（いわゆる「鞆幕府」）、後に鞆城となる鞆要害が築かれ義昭の居館があったとされている。義昭の警護は一乗山城の渡辺元と大可島城の村上亮康があたっていたという。
天正6年（1578年）になると毛利氏は、信長と対峙するため鞆を本陣に定め、信長方の尼子氏を滅ぼした際には、山中幸盛の首級が鞆に運ばれ、義昭と毛利輝元が共に実見を行ったと伝えられる。義昭は6年間鞆に留まり、天正10年（1582年）に津之郷（現在の福山市津之郷町）へ移ったといわれる。
いわゆる「鞆幕府」をめぐっては、多くの幕臣は備後に下向せず、従ったのは伊勢氏・上野氏・大館氏程度であり、幕府としての実態は伴っていなかったというのが定説ではあるものの、上述のように藤田達生は義昭が鞆にありながらも歴代将軍と同様に一貫して京都五山をはじめとする幕府管轄下にある禅宗寺院に対して住持任命の辞令である公帖を発給していた事実などを挙げて「室町幕府の身分秩序や武家儀礼は形骸化しつつも、大名権力とは異なる上級政治勢力として存続」していたとしている。また、藤田は毛利輝元が副将軍として副状（御内書に副える書状）を作成していたとしている。藤田によれば、当時、日本は「二人の将軍を頂点とする二つの幕府、すなわち「鞆幕府」と「安土幕府」による内乱時代」にあったということになる。事実として、足利義昭が豊臣秀吉の斡旋で朝廷に将軍職を返上するのは天正16年（1588年）のことであり、それまでは形式的には幕府は存続していたことになる。
慶長5年（1600年）の関ヶ原の戦いの後、毛利氏に替わり安芸国広島に入った福島正則が備後国をも領有すると、鞆城は城郭として大きく整備されることになった。この様子は慶長12年（1607年）に当地を訪問した朝鮮通信使の使節一行の日記に、「山上に新しく石城を築き、将来防禦（防御）する砦のようだが未完成である」との記述があり、当時まだ建設途上であった様子がうかがえる。城代には重臣の大崎玄蕃が置かれた。
築城は慶長14年（1609年）まで9年余り続いていたが、徳川家康が鞆城の存在を知って立腹し、これを恐れた福島正則は築城を中止して、完成していた施設も取り壊して家康に謝罪することになった。地元では元和元年（1615年）に発布された一国一城令によって取り壊されたと伝わっている。
天守などは破却されたが、後述のようにある程度残されていたといわれている。元和5年（1619年）に福島氏は損壊した広島城を幕府に無断で修理したとして、武家諸法度によって改易され、備後国の福島氏の支配は終焉を迎えた。
福島氏の去った安芸国は浅野氏が入り、浅野氏や長門毛利氏や筑前黒田氏などの、西日本の外様大名に対する西国の鎮衛として、鞆の浦のある備後国には徳川家康の従兄弟である水野勝成が福山10万石の領主として移封され、鞆城の三の丸跡には鞆奉行所が置かれた。鞆奉行所には勝成の長男勝重（勝俊）（後の2代藩主）が居住し、「鞆殿」と呼ばれた。勝俊が藩主に就任して以後は、重臣が鞆奉行として配された。江戸期の歴史書「水野記」の記述によれば、宝永8年（1711年）に大手門と矢倉屋敷が焼失したとあり、江戸時代の中ごろまでは元の鞆城の建築物が存置されていたようである。
一国一城令後に備後国で残されたのは、鞆から北東約20kmに位置する神辺城であり、水野勝成も当初は神辺城主として移封されたが、西国の鎮衛の拠点として新規築城が認められ、元和6年（1620年）に福山城を築城して移り、神辺城は廃城になった。

## 現状
鞆城の跡地は、大部分が鞆の住宅地となっている。本丸跡には戦前までは料亭、戦後は鞆中学校が建設され、その後移転したが現在は鞆の浦歴史民俗資料館になっている。福山市は鞆中学校移転後に発掘調査を実施しており、その時に出土した石垣を再利用して資料館と駐車場の間に石垣を再築しているが、かならずしも遺構に則したものではない。本丸跡には資料館のほか、鞆に縁のある宮城道雄の像や、毛利氏にゆかりのある早毛利稲荷神社の社が鎮座している。
また、資料館の建物の南西側に本丸の石垣の一部が保存展示されており、石には丸印などの刻印が残されている。また搦手門の跡や、二の丸の石垣が寺などの石垣に転用されている様子が見受けられる。1976年（昭和51年）7月13日に市の史跡に指定された。